# Gegants de la Seu d'Urgell
Els Gegants de la Seu d'Urgell són dues parelles de gegants de la ciutat de la Seu d'Urgell, a l'Alt Urgell. Estan formats per quatre gegants, la parella més antiga construïda a la Casa Paquita de Barcelona data del 1943 i s'anomenen Abd al-Ramhan i Constança i representen a un rei moro i una vescomtessa de Castellbò. Els gegants nous van ser creats al taller Sarandaca de Granollers i són anomenats Ot i Urgell. Van ser estrenats l'any 2005 i van adoptar els noms dels patrons del poble. Ells, seguint la línia dels gegants vells volen representar una bella dama de la noblesa i un jove trobador els quals es diu que van tenir una troballa en el Castell de la Seu d'Urgell d'amagat per després fer públic el seu amor davant de tota la població Urgellenca. Cal afegir que aquests gegants han canviat de vestuari en una ocasió, l'any 2017.
El 2009 van ser convidats a l'Aplec Internacional de la Sardana i Mostra de Grups Folklòrics a Luxemburg com també ho van ser l'any 2011 a la Ciutat de Grenoble. La Colla Gegantera i Grallera de la Seu d'Urgell és la colla que va acollir la Ciutat Gegantera de Catalunya 2011 on un centenar de colles geganteres hi van participar. La ciutat va poder gaudir de portar durant més d'1 any l'honor que això comporta portant els gegants Treball i Cultura de l'Agrupació de Colles Geganteres de Catalunya arreu del territori i cedint el títol de Ciutat Gegantera a la Colla Gegantera de Masquefa l'any 2012.Actualment els gegants vells només surten en contades ocasions i per la festa major de la ciutat quan se celebra la seva anual trobada gegantera. L'any 2020 van estrenar un conte titulat "La Simitarra i Les Perles" el qual explica la seva història d'amor a través d'un llibre infantil apte per a tots els públics.